# Rio Uchur

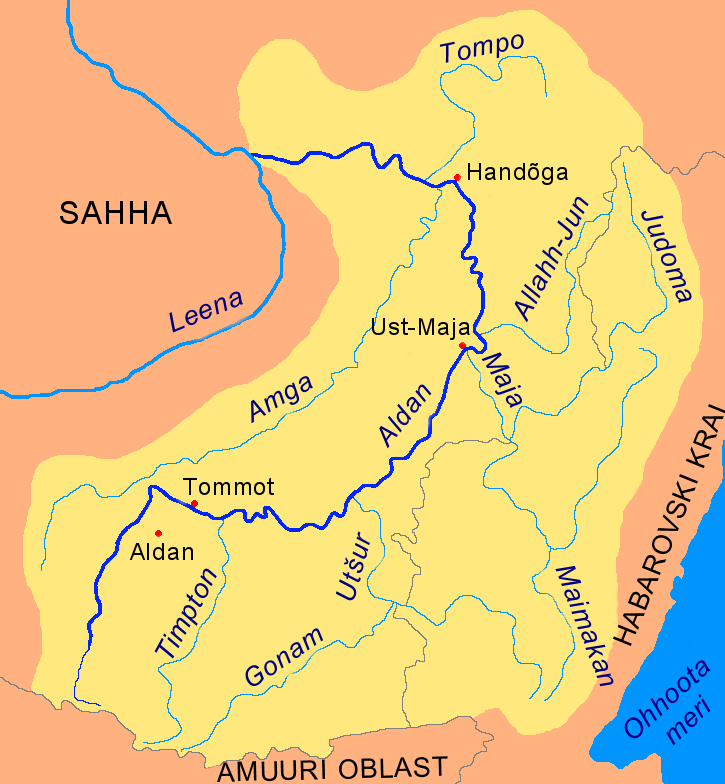
O curso d'água Aldani

O rio Uchur (em russo:  Учур) é um rio de 812 km de comprimento, situado na Sibéria oriental (krai de Khabarovsk e Iacútia), afluente do rio Aldan e com uma bacia de 113000 km2 O Uchur congela de novembro a maio.
Nasce nos montes Gueran (extremo oriental das montanhas Stanovoy), no krai de Khabarovsk, a menos de 100 km do mar de Okhotsk. Entra pelo continente seguindo na direção noroeste antes de virar mais abertamente para norte. Flui numa região montanhosa drenando a parte oriental da meseta do Aldan. Passa pelas localidades de Yuna e Selingde, onde vira para noroeste e entra na república de Sakha (Iacútia). Ao entrar na Iacútia chega a Gonam, onde recebe pela esquerda o mais importante dos seus afluentes, o homónimo rio Gonam (640 km). Atravessa Chiul'be e entra no seu troço final, desaguando no rio Aldan, pela margem direita, nas proximidades da pequena cidade de Chagda.